# Coppa Italia IBL 2015
La Coppa Italia di Italian Baseball League 2015 è stata la trentaseiesima edizione del trofeo, la sesta dopo l'introduzione del sistema delle franchigie. Anche in quest'edizione possono partecipare solo atleti italiani o comunitari.
Le squadre non qualificate per la seconda fase dell'Italian Baseball League partecipano a un girone unico andata/ritorno, composto da quattro squadre. Le due formazioni nettunesi, prime due classificate, avanzano alla fase successiva come già era successo nell'edizione precedente.
Nella seconda fase di coppa entrano in gioco il San Marino Baseball Club e il Padova Baseball (entrambi eliminati dalla corsa scudetto), ma entrambi usciranno dalla competizione per mano delle due nettunesi.
Città di Nettuno e Nettuno 2 si contendono l'accesso alle finali in una sfida al meglio delle tre.
Passa il Città di Nettuno, che si gioca la coppa contro la Fortitudo Bologna reduce dalla sconfitta nelle finali scudetto. Anche in questo caso la sfida è al meglio delle tre: nonostante una prima vittoria casalinga nettunese, Bologna vince entrambi i match in Emilia e si aggiudica l'edizione 2015 della Coppa Italia, conquistandosi un posto nell'European Champions Cup 2016.

## Prima fase
| Prima giornata |                     |           |
| 18 luglio      |                     | 22 agosto |
| 2-5, 13-3      | Nettuno 2 - Nettuno | 1-2, 10-8 |
| 2-1, 0-1       | Parma - Godo        | 0-1, 7-3  |

| Seconda giornata |                  |           |
| 25 luglio        |                  | 8 agosto  |
| 3-1, 7-2         | Nettuno - Parma  | 2-0, 6-2  |
| 1-2, 2-5         | Godo - Nettuno 2 | 3-4, 14-8 |

| Terza giornata |                   |           |
| 1-2 agosto     |                   | 29 agosto |
| 3-2, 6-12      | Godo - Nettuno    | 4-1, 6-3  |
| 9-11, 6-4      | Nettuno 2 - Parma | 4-5, 10-1 |

### Classifica prima fase
|    | Classifica prima fase   | PG | PV | PP | PCT  | PD  |
| -- | ----------------------- | -- | -- | -- | ---- | --- |
| 1. | Angel Service Nettuno 2 | 12 | 7  | 5  | .583 | 0.0 |
| 2. | Città di Nettuno        | 12 | 7  | 5  | .583 | 0.0 |
| 3. | Godo Knights            | 12 | 6  | 6  | .500 | 1.0 |
| 4. | Parma Baseball          | 12 | 4  | 8  | .333 | 3.0 |

## Seconda fase
|  | Seconda fase            | Seconda fase            | Seconda fase | Seconda fase     |  |  | Terza fase |  |
|  |                         |                         |              |                  |  |  |            |  |
|  | T&A San Marino          | 2                       | 3            |                  |  |  |            |  |
|  | Città di Nettuno        | 5                       | 5            |                  |  |  |            |  |
|  | Città di Nettuno        | 5                       | 5            | Città di Nettuno |  |  |            |  |
|  |                         |                         |              |                  |  |  |            |  |
|  |                         | Angel Service Nettuno 2 |              |                  |  |  |            |  |
|  | Tommasin Padova         | 10                      | 1            | 5                |  |  |            |  |
|  | Tommasin Padova         | 10                      | 1            | 5                |  |  |            |  |
|  | Angel Service Nettuno 2 | 9                       | 16           | 9                |  |  |            |  |

| Serravalle 4 settembre 2015, ore 16:00 | Città di Nettuno | 5 – 2 referto | T&A San Marino | Stadio di Serravalle |

| Serravalle 4 settembre 2015, ore 21:00 | T&A San Marino | 3 – 5 referto | Città di Nettuno | Stadio di Serravalle |

| Padova 5 settembre 2015, ore 16:00 | Angel Service Nettuno 2 | 9 – 10 referto | Tommasin Padova | Campo Baseball Plebiscito |

| Padova 5 settembre 2015, ore 21:00 | Tommasin Padova | 1 – 16 (al 7º) referto | Angel Service Nettuno 2 | Campo Baseball Plebiscito |

| Padova 6 settembre 2015, ore 10:00 | Tommasin Padova | 5 – 9 referto | Angel Service Nettuno 2 | Campo Baseball Plebiscito |

## Terza fase
| Roma 11 settembre 2015, ore 21:00 | Città di Nettuno | 8 – 0 referto | Angel Service Nettuno 2 | Centro sportivo Giulio Onesti |

| Roma 12 settembre 2015, ore 16:00 | Angel Service Nettuno 2 | 3 – 7 referto | Città di Nettuno | Centro sportivo Giulio Onesti |

## Finali
| Roma 17 settembre 2015, ore 21:00 | Città di Nettuno | 3 – 0 referto | UnipolSai Bologna | Centro sportivo Giulio Onesti |

| Bologna 19 settembre 2015, ore 16:00 | UnipolSai Bologna | 4 – 1 referto | Città di Nettuno | Stadio Gianni Falchi |

| Bologna 19 settembre 2015, ore 21:00 | UnipolSai Bologna | 11 – 1 (all'8º) referto | Città di Nettuno | Stadio Gianni Falchi |